# الکسیس تروخیو
الکسیس تروخیو (انگلیسی: Alexis Trujillo؛ زادهٔ ۳۰ ژوئیهٔ ۱۹۶۵) بازیکن فوتبال اهل اسپانیا است.
از باشگاه‌هایی که در آن بازی کرده‌است می‌توان به باشگاه فوتبال رئال بتیس، باشگاه فوتبال لاس پالماس، و باشگاه ورزشی تنریف اشاره کرد.